# Cornopteris hakonensis
Cornopteris hakonensis là một loài thực vật có mạch trong họ Woodsiaceae. Loài này được (Makino) Nakai miêu tả khoa học đầu tiên năm 1931.